# Mistrzostwa Polski w Podnoszeniu Ciężarów 2001
Mistrzostwa Polski w Podnoszeniu Ciężarów 2001 – 71. edycja mistrzostw, która odbyła się w Gdyni w dniach 26–27 maja 2001 roku. W mistrzostwach wystartowały również kobiety, dla których była to 8. edycja mistrzostw.

## Wyniki

### Mężczyźni
| Konkurencja: | Złoto:                               | Wynik             | Srebro:                           | Wynik             | Brąz:                                   | Wynik             |
| 56 kg        | Tomasz Wałęsa Śląsk Wrocław          | 222,5 (97,5+125)  | Sławomir Ruszczyk Okęcie Warszawa | 215 (90+125)      | Arkadiusz Lipiec Opocznianka Opoczno    | 210 (90+120)      |
| 62 kg        | Marcin Gruszka Burza Wrocław         | 275 (125+150)     | Marek Gorzelniak Śląsk Wrocław    | 270 (120+150)     | Piotr Cecot Legia Warszawa              | 250 (115+135)     |
| 69 kg        | Wojciech Natusiewicz Okęcie Warszawa | 302,5 (135+167,5) | Andrzej Petryszyn Śląsk Wrocław   | 297,5 (135+162,5) | Bogusław Sanocki Budowlani Opole        | 295 (130+165)     |
| 77 kg        | Arkadiusz Smółka Mazovia Ciechanów   | 335 (155+180)     | Andrzej Kozłowski Budowlani Opole | 320 (145+175)     | Włodzimierz Chlebosz Śląsk Wrocław      | 312,5 (137,5+175) |
| 85 kg        | Mariusz Rytkowski Mazovia Ciechanów  | 360 (165+195)     | Krzysztof Siemion Budowlani Opole | 352,5 (157,5+195) | Hubert Chełchowski Znicz Biłgoraj       | 330 (145+185)     |
| 94 kg        | Tomasz Wcisłak WLKS Siedlce          | 365 (175+190)     | Piotr Konowalski Okęcie Warszawa  | 362,5 (160+202,5) | Mariusz Rybka Legia Warszawa            | 355 (160+195)     |
| 105 kg       | Robert Dołęga WLKS Siedlce           | 397,5 (177,5+220) | Marcin Dołęga WLKS Siedlce        | 397,5 (185+212,5) | Maciej Mąkinia AZS-AWF Biała Podlaska   | 350 (157,5+192,5) |
| +105 kg      | Grzegorz Kleszcz Budowlani Opole     | 400 (175+225)     | Piotr Wysocki Zawisza Bydgoszcz   | 375 (170+205)     | Andrzej Greszeta AZS-AWF Biała Podlaska | 367,5 (165+202,5) |

### Kobiety
| Konkurencja: | Złoto:                                 | Wynik            | Srebro:                             | Wynik           | Brąz:                                        | Wynik           |
| 48 kg        | Katarzyna Zielińska Promień Opalenica  | 132,5 (57,5+75)  | Beata Zadranowicz Śląsk Wrocław     | 117,5 (52,5+65) | Katarzyna Muszyńska Żuławy Nowy Dwór Gdański | 112,5 (50+62,5) |
| 53 kg        | Barbara Sachmacińska Mazovia Ciechanów | 165 (75+90)      | Anna Czermińska Góral Żywiec        | 150 (67,5+82,5) | Monika Olszewska Start Maków Mazowiecki      | 127,5 (55+72,5) |
| 58 kg        | Aleksandra Klejnowska WLKS Siedlce     | 202,5 (87,5+115) | Marieta Gotfryd MKS Oława           | 175 (85+90)     | Anna Smosarska Mazovia Ciechanów             | 157,5 (67,5+90) |
| 63 kg        | Dominika Misterska ŁKS Łódź            | 200 (95+105)     | Justyna Smosarska Mazovia Ciechanów | 145 (65+80)     | Kamila Zbroińska Zawisz Bydgoszcz            | 145 (65+80)     |
| 69 kg        | Marta Wawak Góral Żywiec               | 195 (90+105)     | Ewelina Iwańska AKS Myślibórz       | 167,5 (75+92,5) | Dorota Życzkowska OSiR Strzelin              | 165 (75+90)     |
| 75 kg        | Magdalena Jaciuk WLKS Siedlce          | 185 (80+105)     | Agata Mika WLKS Siedlce             | 165 (77,5+87,5) | Kamila Kwas Zawisza Bydgoszcz                | 150 (67,5+82,5) |
| +75 kg       | Marzena Krogulec Atleta Gdańsk         | 187,5 (82,5+105) | Marta Dreger WLKS Siedlce           | 177,5 (82,5+95) | Natalia Figielska Promień Opalenica          | 157,5 (70+87,5) |